# McLendon-Chisholm
McLendon-Chisholm város az USA Texas államában, Rockwall megyében. Lakosainak száma 3562 fő (2020. április 1.).

## Népesség
A település népességének változása:

| 2010 | 1 373 |
| 2020 | 3 562 |